# إيتشيرو أوزاوا
إيتشيرو أوزاوا (باليابانية: 小沢一郎 أوزاوا إيتشيرو) (مواليد 24 مايو 1942) هو سياسي ياباني، شغل سابقا منصب الأمين العام للحزب الليبرالي الديمقراطي الياباني، وقائد المعارضة اليابانية كرئيس الحزب الديمقراطي الياباني حتى استقالته في عام 2009 على إثر فضيحة سياسية تتعلق بتمويل الحملات السياسية.

## مراحله الأولى
ولد أوزاوا في 24 مايو 1942 لأب يعمل رجل أعمال شغل منصب عضو في مجلس النواب الياباني عن محافظة إيواته. درس أوزاوا في جامعة كيئو وأكمل الدراسة العليا في جامعة نيهون باختصاص القانون. انتخب في البرلمان الياباني بعد وفاة والده في عام 1969. وفي الثمانينات أصبح من القادة المشهورينللحزب الليبرالي الديمقراطي بالمرافقة مع تسوتومو هاتا وريوتارو هاشيموتو الذين أصبحا فيما بعد رئيسين للوزراء. شغل أوزاوا منصب وزير الشؤون الداخلية في عام 1985 في حكومة ياسوهيرو ناكاسونه. وفي عام 1989 عين أوزاوا كسكرتير عام للحزب الليبرالي الديمقراطي الياباني.

## انفصاله عن الحزب الليبرالي الديمقراطي
مع وجود الكثير من المنافسين له ضمن الحزب الليبرالي الديمقراطي خاصة ممن هم أكبر منه سنا، ومع قدرات أوزاوا السياسية الفذة ظهر له الكثير من المنافسين والمعارضين داخل قيادة الحزب. ومع ظهور فضائح فساد داخل الحزب الليبرالي الديمقراطي تحرك أوزاوا مع تسوتومو هاتا لتشكيل حزب التجديد الياباني في عام 1993 منفصلا بشكل رسمي عن الحزب الليبرالي الديمقراطي ومنهيا انضمامه إلى صف الحزب الحاكم ليبدأ نشاطه في المعارضة.

## الانضمام للحزب الديمقراطي
في عام 2003 انضم أوزاوا وحزبه إلى الحزب الديمقراطي الياباني، واختير أوزاوا رئيسا للحزب في 7 أبريل 2006 بعد استقالة الرئيس الأسبق سيجي مايه-هارا.

## استقالته
في يونيو 2010 أعلن يوكيو هاتوياما استقالته من منصب رئيس وزراء اليابان ومن منصب رئيس الحزب الديمقراطي الياباني، وبالترافق مع ذلك أعلن أوزاوا استقالته من منصب السكرتير العام للحزب الديمقراطي الياباني.

## وصلات خارجية
- إيتشيرو أوزاوا على موقع IMDb (الإنجليزية)
- إيتشيرو أوزاوا على موقع الموسوعة البريطانية (الإنجليزية)
- إيتشيرو أوزاوا على موقع مونزينجر (الألمانية)